# Старый Шилик
Старый Шилик (каз. Ескі Шілік) — село в Отырарском районе Туркестанской области Казахстана. Входит в состав Шиликского сельского округа. Код КАТО — 514857300.

## Население
В 1999 году население села составляло 1033 человека (499 мужчин и 534 женщины). По данным переписи 2009 года, в селе проживало 785 человек (362 мужчины и 423 женщины).